# Síbia de Taiwan
La síbia de Taiwan (Actinodura morrisoniana) és una espècie d'ocell de la família dels leiotríquids (Leiothrichidae) que habita als sotaboscs dels boscos caducifolis de les muntanyes de Taiwan.